# Brigitte Lohrke-Farhatyar
Brigitte Lohrke-Farhatyar (* 6. August 1969; † 24. Juni 2008) war eine deutsche Prähistorikerin.
Brigitte Lohrke-Farhatyar nahm schon als Schülerin erstmals 1987 an einer Ausgrabung teil. 1988 legte sie ihr Abitur in Karlsbad ab und begann 1989 mit dem Studium der Ur- und Frühgeschichte sowie der Anthropologie und der Ethnologie an der Universität Freiburg. 1991/92 führte sie eine halbjährige Reise von Marokko bis nach Israel, zudem nahm sie 1991 an einer von Helmut Schlichtherle geleiteten Ausgrabung in Alleshausen (Offwiesen) teil. Von 1992 bis 1994 war Lohrke Tutorin am Seminar in Freiburg, 1994 war sie für einen Monat in Südkorea, ein Jahr später für sechs Wochen in Pakistan. Bei Heiko Steuer schloss sie ihr Studium mit der Magisterarbeit Kinder und Jugendliche in der Merowingerzeit – Untersuchungen zur Bestattungssitte bei Kindern und Jugendlichen auf den Gräberfeldern von Neresheim und Kösingen, Ostalbkreis ab. Von 1995 bis 1999 war Lohrke als Anthropologin an neolithischen Ausgrabungen in Ambrona beteiligt, seit 1997 war sie dort für die Auswertung der anthropologischen Reste vom Grabhügel La Peña de la Abuela und einem Grubengrab von La Lámpara zuständig. Ein Promotionsstipendium der Landesgraduiertenförderung ermöglichte ihr die Arbeit an der Dissertation Kinder in der Merowingerzeit, die Promotion erfolgte 1999 erneut bei Heiko Steuer.
2000 hatte Lohrke die Grabungsleitung und Projektbetreuung der Schaugrabung zum Mittelneolithikum in Singen bei der Landesgartenschau inne. Anschließend war sie mit der Aufarbeitung der Funde der Ausgrabung von Offwiesen befasst. Von 2001 bis 2004 war sie am Forschungsprojekt „Grab und Mensch. Archäo-anthropologische Untersuchungen zu Bestattungen des Endneolithikums, der Früh- und Mittelbronzezeit in Bayern und Böhmen“ an der Universität Bamberg beschäftigt. Zudem leitete sie 2001 die Lehrgrabung der Bamberger Professur in der endneolithischen Siedlung Voitmannsdorf. 2007 führten Reisen Lohrke in den Iran und nach Afghanistan.
Lohrke-Farhatyar, die mit einem Afghanen verheiratet war und zwei Kinder hat, machte sich vor allem um die Erforschung von Grabsitten, insbesondere der Erforschung von Kinderbestattungen verdient. Als Anthropologin war sie bei verschiedenen Ausgrabungen für die anthropologischen Auswertungen verantwortlich. Ihr Schriftenverzeichnis umfasst etwa 30 Einträge, darunter Beiträge für das Reallexikon der Germanischen Altertumskunde oder renommierte Periodika wie die Madrider Mitteilungen, Denkmalpflege in Baden-Württemberg, das Archäologischen Nachrichtenblatt, Das archäologische Jahr in Bayern und die Zeitschrift für Archäologie des Mittelalters.

## Schriften
- Brigitte Lohrke, Babette Wiedmann, Kurt W. Alt: Das Hockergrab von La Lámpara (Ambrona, Soria). Anthropologische Bestimmung. In: Madrider Mitteilungen 41 - 2000, Deutsches Archäologisches Institut/Verlag Philipp von Zabern, Mainz 2000. ISBN 3-8053-2677-7. S. 36–39.

- Kinder in der Merowingerzeit. Gräber von Mädchen und Jungen in der Alemannia, Leidorf, Rahden 2004 (Freiburger Beiträge zur Archäologie und Geschichte des ersten Jahrtausends, Bd. 9) ISBN 3-89646-769-7